# Leusa Araújo
Leusa Araújo (São Paulo, 25 de junho de 1960) é uma jornalista, escritora e pesquisadora de conteúdo do núcleo de teledramaturgia da TV Globo. 

## Carreira
Cursou pós-graduação em Dramaturgia: Cinema, Teatro e TV na Escola Superior de Artes Célia Helena, em São Paulo.
Estreou na literatura em 1994, na Coleção Vaga-lume da editor Ática, com o livro Agitação à Beira-Mar. Recebeu o Prêmio Jabuti 2016 com o livro Convivendo em Grupo: almanaque de sobrevivência em sociedade (paradidático), depois de vários títulos de ficção e não ficção. Em 2024 lançou o volume de contos Trecho Sujeito à Neblina, pela Editora Quelônio.
Realizou pesquisa de conteúdo para novelas e séries, entre elas Cheias de Charme, Geração Brasil (ambas de Filipe Miguez e Izabel de Oliveira), Saramandaia (de Ricardo Linhares) e Malhação: Viva a Diferença, novela que recebeu o prêmio de melhor roteiro da Associação Brasileira de Autores e Roteiristas (Abra) de 2018 e Emmy Internacional Kids de melhor série. Em 2024 fez a pesquisa de conteúdo para a série As Five de Cao Hamburger.

## Principais obras
- A cabeleira de Berenice (SM) indicada para o Prêmio Jabuti na categoria “Melhor Juvenil” e Seleção FNLIJ Catálogo de Bolonha 2006 e selecionada para o PNLD 2020;[9]
- Ordem, sem lugar, sem rir, sem falar, obra selecionada pelo PNBE 2013 - Ed Scipione e relançada em 2019 na coleção Passos, pela Editora Barbatana.
- Em 2012, lançou Cida, Empreguete – um diário íntimo (Casa da Palavra) baseado na personagem da novela Cheias de Charme, de Filipe Miguez e Izabel de Oliveira;[10]
- Manuel, Felisberto e o Peixe Prateado de Borges (Leya/SEI PNLD 2020).
- Náufragos Emergentes, seis histórias ordinárias (Opera Prima, 2010) – Prêmio Proac SP;
- Publicou em 2017 o livro de contos: Senão eu atiro e outras histórias verídicas (Quelônio) com apresentação do escritor João Carrascoza.
- Organizou em parceria com Januária Alves o volume: Rubem Braga: O lavrador de Ipanema – crônicas de amor à natureza (2013 Editora Record), selecionado para a Feira de Bologna de 2014.[11]
- Lançou em 2021 como organizadora, com Januária Alves – Almas da Terra (Graciliano Ramos por seus personagens), pela Nova Fronteira.
- Não ficção: Tatuagem, piercing e outras mensagens do corpo (2006, Cosac Naify) – recebeu selo da FNLIJ - Fundação Nacional do Livro Infantil e Juvenil de Altamente Recomendável;[12][13][14]
- O livro do cabelo (Leya, 2012) – Selecionado para a 10ª Bienal Brasileira de Design Gráfico – projeto gráfico de Luciana Facchini.[15][16]
- Publicou o ensaio A Orgia de Tulio Carella Sai da Clandestinidade, para a Revista da USP, nº 93. Maio 2012.
- Autora do ensaio biobibliográfico da coleção Hilda Hilst: Teatro Completo (L&PM 2018.) – escritora com quem conviveu por mais de 20 anos.[17]

## Participações em eventos e oficinas de literatura e pesquisa
- Foi convidada para palestra sobre “A pesquisa e a criação ficcional” na mesa “Possibilidades do roteiro cinematográfico” da FLIP 2018 (Feira Literária Internacional de Paraty) – na Casa Hilda Hilst, a convite do Instituto Hilda Hilst, sobre as relações da obra da escritora Hilda Hilst com a “família eletiva” da Casa do Sol – resultado de pesquisa e vivência com a obra da autora.[18][19]
- Bienal Internacional do Livro, Rio de Janeiro 2017 – no Café Literário “Erotismo e Literatura”, com mediação de Paulo Werneck e participação de Ronaldo Bressane.[20]
- VI Encontro OBITEL (Observatório Ibero-americano da ficção Televisiva) 2016, como moderadora do tema "As convocações do feminino e narrativas autobiográficas na cultura participativa".[21]
- Participou como autora convidada de edições da Jornadinha Nacional de Literatura,[22] de 2007 e 2013, promovidas pela Universidade de Passo Fundo.